# Alban Bunjaku
Alban Bunjaku (Londen, 2 mei 1994) is een in Engeland geboren Kosovaars voetballer die als middenvelder speelt.
Bunjaku speelde tien jaar in de jeugd bij Arsenal. In 2012 kwam hij bij Sevilla Atlético dat hem verhuurde aan Slavia Praag B. Van 2012 tot begin 2014 stond hij onder contract bij Derby County. In januari 2016 ging hij tot het einde van het seizoen 2015/16 voor FC Dordrecht spelen.
Op 21 mei 2014 debuteerde Bunjaku voor het Kosovaars voetbalelftal in een vriendschappelijke wedstrijd tegen Turkije (1-6 nederlaag) als invaller na 60 minuten voor Lum Rexhepi.